# Arabia (cavallo)

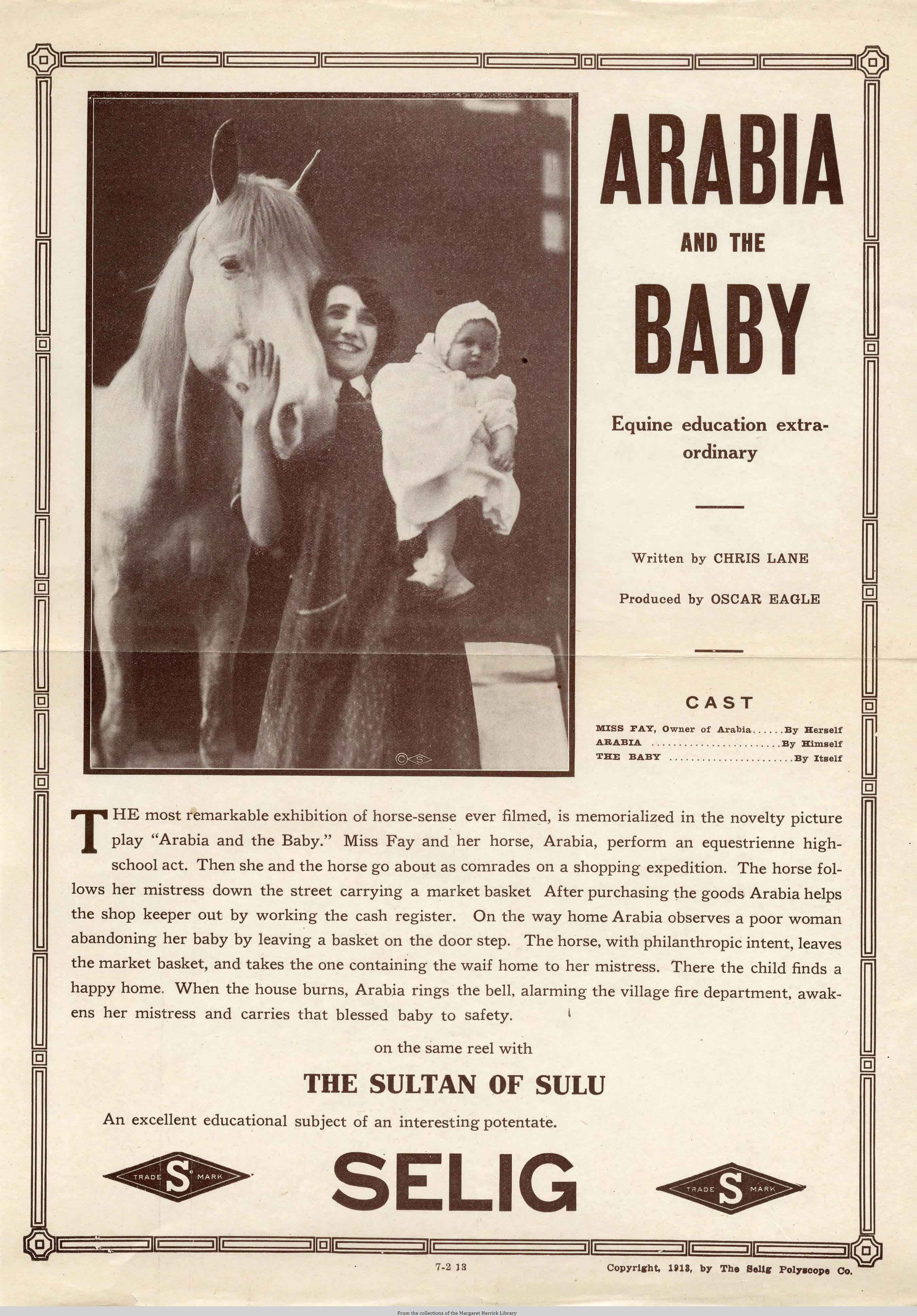

Arabia fu un cavallo che, nel 1913, fu protagonista di una serie di film prodotti dalla Selig Polyscope.
I film dedicati ad Arabia furono tre cortometraggi a un rullo, tutti e tre diretti da Oscar Eagle:
- Arabia: The Equine Detective, distribuito il 3 aprile 1913
- Arabia Takes the Health Cure, distribuito il 25 aprile 1913
- Arabia and the Baby, distribuito il 2 luglio 1913